# Megalithanlagen von Grøfte

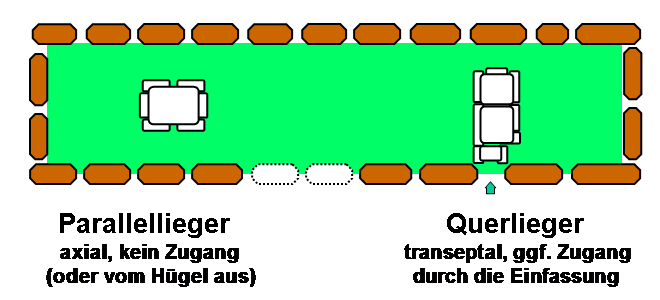
Urdolmen sind Längs- oder Parallellieger

Die vier Megalithanlagen von Grøfte, liegen westlich von Sorø im Süden des Kirchspiels  Kindertofte in der Region Sjælland, auf der dänischen Insel Seeland. Die Anlagen entstanden zwischen 3500 und 2800 v. Chr. als Großsteingräber der Trichterbecherkultur (TBK).

## Hünenbett 1
Das Nordwest-Südost orientierte Hünenbett 1 (dänisch Langhøj) ist etwa 27,0 m lang, 8,0 m breit und 1,5 m hoch und wird von 47 erhaltenen Randsteinen gefasst. Die höchsten sind etwa 1,3 m hoch und befinden sich an den beiden Schmalseiten. Etwa 16,5 m vom südöstlichen Ende liegt ein rechteckiger Dolmen als Parallellieger im Hünenbett. Es ist etwa 1,6 m lang, 0,9 m breit und 1,3 m hoch und besteht aus vier Tragsteinen, ein Urdolmen ohne Deckstein.

## Hünenbett 2
Das Nordwest-Südost orientierte Hünenbett 2 ist etwa 31,5 m lang und 8,0 m breit und wird von 27 erhaltenen Randsteinen gefasst. Auf der Mittelachse liegen zwei Dolmen als Parallellieger. Etwa 9,5 m vom nordwestlichen Ende liegt ein rechteckiger Dolmen im Hünenbett. Es ist etwa 1,6 m lang, 1,0 m breit und 1,0 m hoch und besteht aus vier Tragsteinen und dem Deckstein, ein Urdolmen.
Etwa 18,0 m vom nordwestlichen Ende liegt ein rechteckiger Dolmen im Hünenbett. Es ist etwa 1,9 m lang, 1,0 m breit und 1,1 m hoch und besteht aus vier Tragsteinen und dem Deckstein, ein Urdolmen.

## Hünenbett 3
Das Nordwest-Südost orientierte Hünenbett 3 ist etwa 80,0 m lang und 9,0 m breit. Auf der Mittelachse liegen etwa fünf Meter voneinander entfernt zwei Dolmen als Parallellieger in Steinhaufen. Der nordwestliche ist ein rechteckiger eingetiefter Dolmen als Parallellieger im Hünenbett. Es ist etwa 1,7 m lang, 0,8 m breit und 0,9 m hoch und besteht aus sechs Tragsteinen, dem einzigen Deckstein und Trockenmauerwerk. Hier wurden die Skelettreste von zwei Menschen, 2 Ösenflaschen und das Fragment eines Dolches gefunden.
Der nordöstliche ist ein rechteckiger Dolmen im Hünenbett. Es ist etwa 1,7 m lang, 0,8 m breit und 0,8 m hoch und besteht aus sechs Tragsteinen, dem einzigen Deckstein und Trockenmauerwerk. Hier wurden die Skelettreste einer Person und eine Ösenflasche gefunden.
Im Hügel wurden die überwucherten Reste einer weiteren unbestimmbaren Anlage gefunden. Über einem großen Teil des Hügels wurde eine Pflasterung beobachtet.

## Der Dolmen
Die jetzt freistehende Kammer (ursprünglich wohl im Rundhügel) ist Nordost-Südwest orientiert. Sie besteht aus drei erhaltenen Tragsteinen und dem Deckstein.